# Trades Union Congress

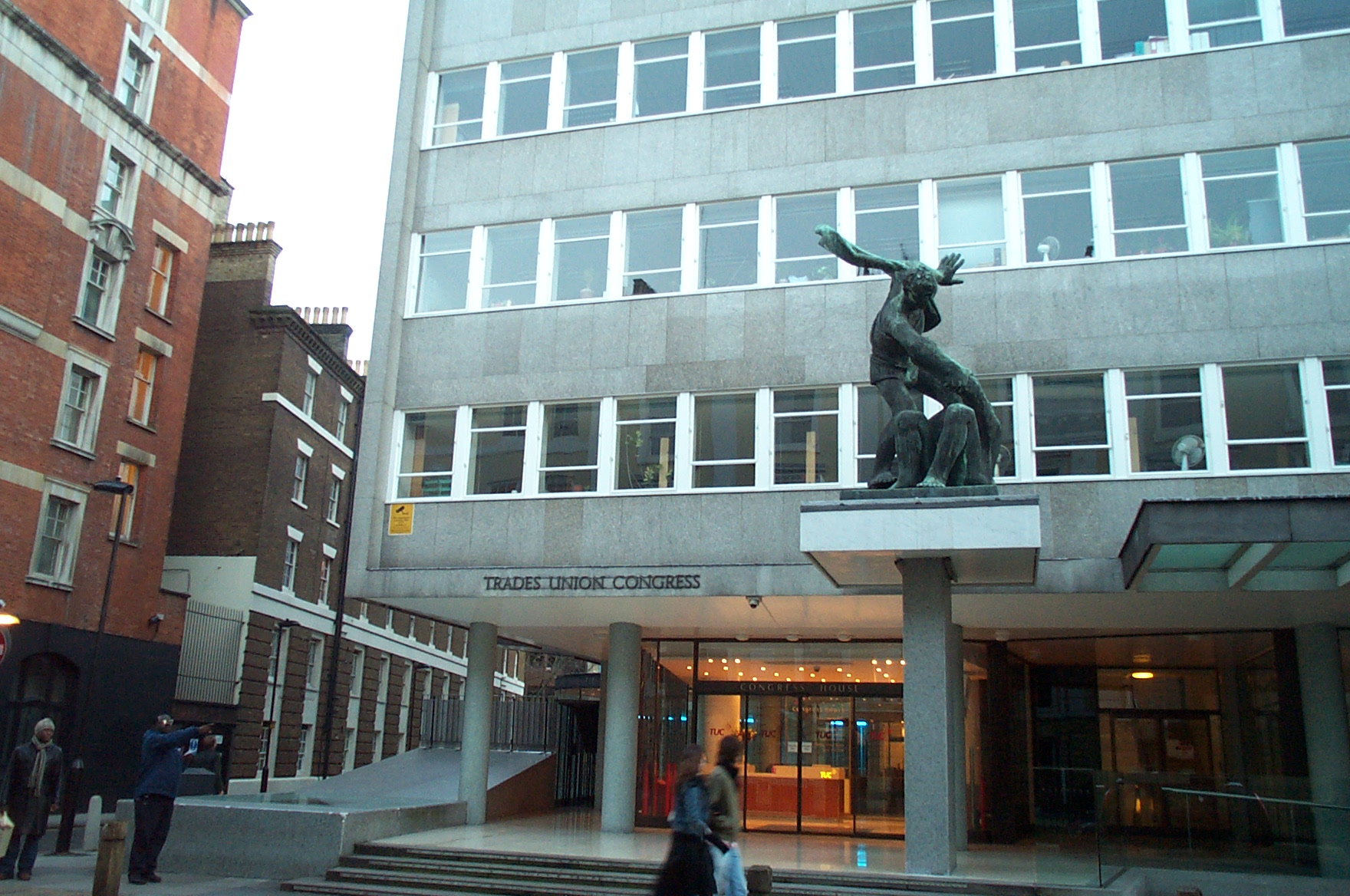
Le siège du Trades Union Congress sur Great Russell Street dans le district de Camden à Londres.

Le Trades Union Congress (TUC, en français : « Congrès des syndicats ») est l'organisation fédératrice des syndicats britanniques fondée en 1868. Ses 71 organisations membres représentent environ 7 millions d'adhérents. 
La principale instance de décision du TUC est son congrès annuel, en septembre. Dans l'intervalle, les décisions sont prises par le General Council (conseil général) qui se réunit tous les deux mois. Un Executive Committee (comité exécutif) est élu par le conseil parmi ses membres. Le TUC est dirigé par un secrétaire général, qui est depuis 2013 Frances O'Grady.

## Histoire
Le United-Kingdom Association of Organised Trades qui avait été fondé à Sheffield en 1866 était un précurseur du TUC. En 1822, John Gast avait lui formé le Committee of the Useful Classes, souvent décrit comme un des plus anciens syndicats nationaux du monde.
Le Sheffield Trades Council, fondé en 1871 dans cet ancien bastion de la sidérurgie, est toujours actif aujourd'hui; les conditions de travail et la durée du travail expliquent sa naissance et son développement. Dans les années 1960, des affrontements violents, dits Sheffield Outrages, y eurent lieu.

## Secrétaires généraux du TUC
Le secrétaire général est le chef permanent du TUC. Il est la personne à laquelle la population identifie le TUC. Le secrétaire général est responsable de l'animation et de la conduite du TUC entre les congrès annuels, dans le respect des orientations fixées par le congrès et le conseil général (General Council). Il représente le TUC tant dans son expression publique que dans les relations avec les autres organisations.
Cette fonction a été créée en 1921, quand le comité parlementaire du TUC est devenu le conseil général. Elle est un emploi permanent à temps plein depuis 1904, sans durée déterminée. Le secrétaire était auparavant élu annuellement par le congrès.
- Frances O'Grady (2013-)
- Brendan Barber (2003-2013)
- John Monks (1993-2003)
- Norman Willis (1984-1993)
- Len Murray (1973-1984)
- Vic Feather (1969-1973)
- George Woodcock (1960-1969)
- Sir Vincent Tewson (1946-1960)
- Sir Walter Citrine (1926-1946)
- Fred Bramley (1923-1926)
- C. W. Bowerman (1921-1923)

### Secrétaires du Comité Parlementaire du TUC
- C. W. Bowerman (1911-1921)
- W. C. Steadman (1905-1911)
- Sam Woods (1894-1905)
- Charles Fenwick (1890-1894)
- Henry Broadhurst (1886-1890)
- George Shipton (1885-1886)
- Henry Broadhurst (1876-1885)
- George Howell (1873-1876)
- George Odger (1872-1873)
- George Potter (1869-1872)
- William Henry Wood (1868-1869)

## Liste des syndicats membres
- Unite the Union